# Special Olympics Georgien
Special Olympics Georgien (englisch: Special Olympics Georgia Republic) ist der georgische Verband von Special Olympics International, der weltweit größten Sportbewegung für Menschen mit geistiger Beeinträchtigung und Mehrfachbeeinträchtigung. Ziel ist die sportliche Förderung dieser Personengruppe und die Sensibilisierung der Gesellschaft für sie. Außerdem betreut der Verband die georgischen Athletinnen und Athleten bei den Special Olympics Wettbewerben.

## Geschichte
Special Olympics Georgien wurde 1990 mit Sitz in Tbilisi gegründet.

## Aktivitäten
2019 waren 2.327 Athletinnen, Athleten und Unified Partner sowie 54 Trainer bei Special Olympics Georgien registriert. Der Verband nahm 2020 an den Programmen Athlete Leadership, Young Athletes, Youth Leadership, Unified Schools und Unified Sports teil, die von Special Olympics International ins Leben gerufen worden waren.

### Sportarten
Folgende Sportarten wurden 2020 vom Verband angeboten:
- Basketball (Special Olympics)
- Floorball
- Floor Hockey (Special Olympics)
- Fußball (Special Olympics)
- Judo
- Leichtathletik (Special Olympics)
- Ski Alpin (Special Olympics)
- Schwimmen (Special Olympics)
- Snowboard (Special Olympics)
- Softball
- Tennis (Special Olympics)
- Tischtennis (Special Olympics)
- Turnen (Special Olympics)

### Teilnahme an Weltspielen vor 2020
(Quelle: )
- 2007 Special Olympics World Summer Games, Shanghai, China (8 Athletinnen und Athleten)
- 2009 Special Olympics World Winter Games, Boise, USA (2 Athletinnen und Athleten)
- 2011 Special Olympics World Summer Games, Athen (5 Athletinnen und Athleten)
- 2013 Special Olympics World Winter Games, PyeongChang, Südkorea (3 Athletinnen und Athleten)
- 2015 Special Olympics World Summer Games, Los Angeles, USA (6 Athletinnen und Athleten)
- 2017 Special Olympics World Winter Games, Graz-Schladming-Ramsau, Österreich (7 Athletinnen und Athleten)
- 2019 Special Olympics, World Summer Games, Abu Dhabi (4 Athletinnen und Athleten)[2]

### Teilnahme an den Special Olympics World Summer Games 2023 in Berlin
Special Olympics Georgien nahm an den Special Olympics World Summer Games 2023 teil. Die Delegation wurde vor den Spielen im Rahmen des Host Town Program von Buchholz in der Nordheide betreut. Das Team gewann bei diesen Weltspielen drei Goldmedaillen und eine Bronzemedaille.